# تفجير كربلاء 2011
كان التفجير الذي وقع في كربلاء 2011 هجومًا قاسياً وقع في 25 سبتمبر 2011 حيث انفجرت سيارة مفخخة بجوار مكتب بطاقة هوية مزدحم في الصباح الباكر وبينما كان الناس يتجمعون لمساعدة المصابين في الهجوم الأول، فجّر انتحاري نفسه. 
ولقد شهد العراق في عام 2011 تصاعدًا في الهجمات الطائفية، بالتزامن مع اقتراب موعد انسحاب القوات الأمريكية من البلاد نهاية العام. وكانت محافظة كربلاء، التي تُعد واحدة من أهم المدن الدينية لدى المسلمين الشيعة، هدفًا متكررًا للجماعات المسلحة المرتبطة بتنظيم القاعدة، حيث حاولت هذه الجماعات زعزعة الأمن وإثارة التوترات الطائفية عبر استهداف المدنيين والأجهزة الأمنية في المدن ذات الرمزية الدينية.
تفاصيل الهجوم
- وقع الهجوم الأول عندما انفجرت سيارة مفخخة بالقرب من مكتب إصدار بطاقة الهوية الوطنية وسط مدينة كربلاء.
- وبعد دقائق من التفجير الأول، فجر انتحاري ثانٍ نفسه مستهدفًا تجمع المدنيين ورجال الشرطة الذين هرعوا لإنقاذ الضحايا.
- تسببت الانفجارات في أضرار مادية كبيرة بالمباني القريبة، كما أدت إلى احتراق العديد من السيارات.

عدد الضحايا
- وفق تقارير بي بي سي ووكالات أنباء محلية، قُتل ما لا يقل عن 10 أشخاص، من بينهم أربعة من قوات الأمن.
- كما أُصيب أكثر من 87 شخصًا بجروح، بعضهم في حالة خطيرة، مما رفع مخاوف من ارتفاع عدد القتلى لاحقًا.

المسؤولية عن الهجوم
وجهت السلطات العراقية أصابع الاتهام إلى تنظيم القاعدة في العراق (الذي أصبح لاحقًا تنظيم “داعش”)، وذلك بسبب أسلوب الهجوم المزدوج الذي كان من بين أساليبه المميزة.
ردود الفعل
- أدانت الحكومة العراقية التفجير، مؤكدة أن الهدف من استهداف كربلاء هو محاولة إشعال فتنة طائفية.
- نددت قوى سياسية ودينية بالهجوم، ودعت إلى تعزيز الإجراءات الأمنية لحماية المدن المقدسة.
- كما اعتبرت بعض وسائل الإعلام أن التفجير جاء في إطار محاولات الجماعات المسلحة لإظهار ضعف الأجهزة الأمنية العراقية مع اقتراب موعد انسحاب القوات الأمريكية[2].

السياق العام
جاء التفجير في وقت كان يشهد العراق موجة عنف واسعة، حيث استهدفت هجمات أخرى محافظات بغداد وديالى وصلاح الدين خلال نفس الشهر. وقد عُدّ تفجير كربلاء واحدًا من أخطر تلك الهجمات، نظرًا لمكانة المدينة الرمزية والدينية.